# لمور موشی خاکستری
لمور موشی خاکستری (نام علمی: Microcebus murinus) نام یک گونه از سرده موش لمور است.